# Alfa-ketoglutarat
Alfa-ketoglutarat, også kendt som α-ketoglutarat eller alfa-ketoglutarsyre, er et ketonstof, der er vigtigt i biologiske processer såsom citronsyrecyklus. Ved en deaminering af glutamat fås α-ketoglutarat som den tilsvarende ketosyre. Stoffet spiller også en vigtig rolle i forbindelse med transport af nitrogen i metaboliske kredsløb.
| Naturvidenskab | Spire Denne naturvidenskabsartikel er en spire som bør udbygges. Du er velkommen til at hjælpe Wikipedia ved at udvide den. |